# Julio Vila Albert
Julio Vila Albert (Cestona, Gipúzcoa, 15 de julio de 1971) es un escritor, guionista y DJ español. Autor de libros como "El conquistador del fin del mundo" (Sua edizioak), obra que celebró los diez años del conocido programa de televisión, o "La carta de Yon" (Hiria argitaletxea). En su faceta de DJ, fue especialmente reconocido como artista de música Trance, bajo el pseudónimo de Julius MC, a principios de los años 2000.

## Biografía
Tras haber recorrido discotecas de toda España, como DJ, publicado varios maxisencillos, y recopilatorios anunciados en televisión, y colaborado en distintos programa de Euskal Telebista, el artista vasco publicó su primer libro en 2007: "Confesiones de un Disc Jockey". Novela que narraba las vivencias de un joven melómano, que anhela ser un DJ de éxito, en un entorno marcado por las drogas de diseño, empresarios avispados, y sellos discográficos de música electrónica que vivían su mejor momento. Así se centra en su faceta de escritor, hasta que, en 2015, decide iniciarse en la escritura de guion. Escribe distintos proyectos de películas y series, que le acercan a directores como Rafa Montesinos, Daniel Calparsoro, o Pablo Barrera. En 2024 crea la productora independiente Aski Cinema.